# Jan Holub (ur. 1968)
Jan Holub (ur. 24 stycznia 1968 w Czeskich Budziejowicach) – czeski żużlowiec, występujący również na długim torze.

## Życiorys

### Kariera sportowa
Dwukrotny medalista młodzieżowych indywidualnych mistrzostw Czechosłowacji: złoty (1986) oraz srebrny (1989). Brązowy medalista drużynowych mistrzostw Czechosłowacji (1990). Dwukrotny złoty medalista mistrzostw Czechosłowacji par klubowych (1990, 1992). Czterokrotny finalista indywidualnych mistrzostw Czechosłowacji (1987 – XV miejsce, 1988 – XI miejsce, 1990 – V miejsce, 1991 – X miejsce) oraz trzykrotny finalista indywidualnych mistrzostw Czech (1992 – X miejsce, 1993 – X miejsce, 1994 – VI miejsce).
Wielokrotny reprezentant kraju na arenie międzynarodowej. Dwukrotny finalista indywidualnych mistrzostw świata juniorów (Równe 1986 – jako rezerwowy, Lonigo 1989 – jako rezerwowy). Finalista indywidualnych mistrzostw świata na długim torze (Mariańskie Łaźnie 1991 – XVII miejsce).
W lidze polskiej reprezentant klubów: Sparta Wrocław (1990), Włókniarz Częstochowa (1991, 1993), GKM Grudziądz (1992), OTŻ Opole (1994) oraz Kolejarz Rawicz (1996).

### Życie prywatne
Syn Jana Holuba i ojciec Jana Holuba, również żużlowców.